# トヨタファイナンシャルサービス
トヨタファイナンシャルサービス株式会社（英語：Toyota Financial Services Corporation、略称：TFS）は、愛知県名古屋市西区に本社を置く、自動車メーカーのトヨタグループの金融事業を総括する持株会社（中間持株会社）である。

## 概説
2000年（平成12年）7月にトヨタ自動車の子会社として設立。国内では、トヨタファイナンスを傘下に収め、全世界33カ国に販売金融会社を擁する。
かつて傘下にあったトヨタアカウンティングサービスは、2009年（平成21年）12月22日にトヨタ自動車が全株式を取得し子会社化したためグループより離脱、トヨタファイナンシャルサービス証券は、東海東京フィナンシャル・ホールディングスに譲渡されたのち東海東京証券に吸収合併された。また、トヨタアセットマネジメントは2012年（平成24年）10月31日に三井住友海上火災保険に譲渡しグループを離脱した。

## 沿革
- 1959年（昭和34年）- 千代田火災保険株式会社がトヨタ自動車株式会社と提携。
- 1982年（昭和57年）- トヨタ自動車が、アメリカとオーストラリアにて、金融子会社を設立。
- 1988年（昭和63年）11月 - トヨタファイナンス株式会社設立。
- 1990年（平成 2年）- 千代田火災投資顧問株式会社（現在のトヨタアセットマネジメント）設立。
- 2000年（平成12年）
  - 7月10日 - 金融事業を統括する中間持株会社として、トヨタファイナンシャルサービス株式会社設立。
  - 7月19日 - トヨタファイナンシャルサービス証券株式会社を設立。
- 2001年（平成13年）4月 - 千代田火災保険が大東京火災保険と合併し、あいおい損害保険株式会社（現・あいおいニッセイ同和損害保険）となる。
- 2009年（平成21年）
  - 10月15日 - 東海東京フィナンシャル・ホールディングス株式会社（旧・東海東京証券）に5%出資。
  - 12月22日 - トヨタアカウンティングサービスの全株式をトヨタ自動車が取得し、グループより離脱。
- 2010年（平成22年）
  - 1月4日 - 傘下のトヨタファイナンシャルサービス証券の全株式を、東海東京フィナンシャル・ホールディングスに譲渡。
  - 4月5日 - 東海東京フィナンシャル・ホールディングス傘下の東海東京証券が、トヨタファイナンシャルサービス証券を吸収合併。
- 2012年（平成24年）10月31日 - 傘下のトヨタアセットマネジメント株式会社の全株式を、三井住友海上火災保険に譲渡。

## グループ傘下企業
- トヨタファイナンス（TFC）- トヨタ販売店向けのオートローン（主に集金代行方式）や仕入れ代金などの事業者金融を手がける信販会社。2001年からはクレジットカード「TS CUBICカード」の自社発行を開始した。
- KINTO - 車のサブスクリプションサービスを日本国内で運営する。

### かつてのグループ会社
- トヨタアカウンティングサービス（TASC）- トヨタのグループ企業を中心に、人材派遣と経理コンサルタントなどを行っていた。2009年（平成21年）12月22日、トヨタ自動車との連携強化のため、同社の100%子会社となった。
- トヨタファイナンシャルサービス証券（TFSS）- 債券や投資信託の販売を行っていた。2010年（平成22年）1月4日に、東海東京フィナンシャル・ホールディングスに譲渡され、同社の完全子会社となる。その後、同年4月5日に東海東京証券に吸収合併される。
- トヨタアセットマネジメント（TAMCO）- 法人の事業資金や年金・保険資産の運用、投資信託の運用を行う会社。トヨタファイナンシャルサービスとあいおいニッセイ同和損害保険の折半出資の合弁会社。1990年（平成2年）2月に千代田火災海上保険の関連会社「千代田火災投資顧問」として設立。その後、2000年（平成12年）6月にトヨタ自動車の出資を受けて現在の商号となった。2013年（平成25年）4月1日に三井住友海上火災保険・三井生命保険・住友生命保険・三井住友銀行の4社が出資する三井住友アセットマネジメントの完全子会社となり、同時に同社に吸収合併され解散した。